# Anna Carena
Giuseppa Galimberti (Milán, 30 de enero de 1899-Milán, 15 de abril de 1990), conocida como Anna Carena, fue una actriz italiana. Apareció en más de treinta películas entre 1941 y 1983.

## Trayectoria

### Teatro
Nacida en Milán, hija de Giuseppe Galimberti e Irene Colombo, debutó en el teatro en 1924 con su nombre de nacimiento en la compañía de  Annibale Beltrone. Sus siguientes paradas fueron las compañías de actores de Ferrero/Rossi, Luigi Chiarini y Uberto Palmarini.
En 1928 se convirtió en actriz principal en las compañías de Leo Garavaglia y Franco Schirato. Tras una temporada junto a Giovanni Barrella con los Filodrammatici de su ciudad natal, en 1931 aceptó la oferta de Paolo Bonecchi para convertirse en la primera actriz de su compañía dialectal en el Teatro di Principe, consolidándose como una de las mayores intérpretes de textos en dialecto milanés. Un gran éxito, ahora bajo su nombre artístico, fue La gibigianna de Carlo Bertolazzi.
A partir de 1933 Carena dirigió su propia compañía, también de prosa lombarda, durante dos temporadas. Su labor allí le valió una reseña entusiasta en la revista Varietas.
Después de una pausa de varios años, trabajó en un teatro de marionetas en el Caffè Campari antes de dedicarse nuevamente a la actuación, esta vez con Annibale Ninchi y Margit Lanczy. Finalmente, en 1952, dirigió en el Mediolanum la obra Cinquant'anni sul goeubb, que fue representada varias veces.

### Cine
En el cine, Carena fue vista sólo tardíamente, a partir de 1941, luego debutar con Piccolo mondo antico, la primera de unas 30 películas en las que aparecería casi siempre en papeles secundarios, el más notable siendo quizás el papel de Argìa en Il mulino del Po (1948).
En 1972 hizo su última aparición cinematográfica. En 1983 se sumaron varias series de televisión.

## Filmografía
- Piccolo mondo antico (1941)
- La fuggitiva (1941)
- La cena delle beffe (1941)
- Sissignora (1941)
- Cuatro pasos por las nubes (1942)
- La fanciulla dell'altra riva (1942)
- Stasera niente di nuovo (1942)
- Sempre più difficile (1943)
- Principessina (1943)
- Sant'Elena, piccola isola (1943)
- Il mulino del Po (1948)
- Milagro en Milán (1951)
- La leggenda di Genoveffa (1951)
- Ha fatto 13 (1951)
- Totò e i re di Roma (1951)
- Altri tempi, epis. L'idillio (1952)
- Il cappotto (1952)
- La signora senza camelie (1952)
- Siamo tutti milanesi (1953)
- Café Chantant (1953)
- Se vincessi cento milioni (1954)
- La fortuna di essere donna (1955)
- L'ultimo amante (1955)
- Il maestro di Vigevano (1963)
- Los girasoles (1970)
- La moglie del prete (1970)
- Bianco, rosso e... (1972)